# Saduceji
Saduceji su židovska religiozno-politička stranka u doba rimske vlasti. Prvi put se kao organizirana stranka pojavljuju u doba Ivana Hirkana (135-104. pr. Kr.). Nestaju nakon razaranja Hrama u Jeruzalemu 70. n.e.

## Značenje riječi
lat: Sadducaei, od grč.: Saddoukaioi, od hebrejskog Sadhuqi (ili Cadukim u drugačijoj transkripciji). Porijeklo riječi nije sigurno; vjerojatno označava potomke ili sljedbenike svećenika Sadoka iz doba Davida i Salomona, koji se spominje u Prvoj knjizi o kraljevima. (Sadok je, na Davidovu zapovijed, pomazao Salomona za kralja. Salomon ga je kasnije postavio za vrhovnog svećenika umjesto Ebjatara, koji je bio pružio podršku pretendentu na prijestolje Adoniji.) 

## Osobine saduceja
Saduceji su pretežno pripadali bogatoj svećeničkoj aristokraciji i laičkoj aristokraciji (glavari svećenički u Novom zavjetu). Njihovi protivnici farizeji pretežno pripadaju srednjem sloju obrazovanih ljudi. Ove su se dvije stranke u I. st. pr. Kr. i I. st.n.e. borile za prevlast u Sinedriju. 
U literaturi se navode oprečne ocjene o svjetonazorskom karakteru obje stranke. Tako Opća enciklopedija JLZ navodi da su farizeji bili "predstavnici tradicije i vjerskog rigorizma", a saduceji "liberalniji" i pod utjecajem helenske kulture. Harrington, naprotiv, označava saduceje kao "konzervativne", a farizeje kao "progresivne". Ove razlike rezultat su miješanja različitih kriterija: religijskih, društvenih, političkih. Suvremene političke etikete teško je primijeniti na ondašnje prilike.
Saduceji su prvenstveno brinuli za funkcioniranje jeruzalemskog hrama i pravilno vršenje obreda. Naglašavaju važnost Zakona, osobito propisa o svećenstvu i žrtvama, na kojima se temelji nihova duhovna vlast. S obzirom na to da je vjerska obaveza svakog Židova bila da tri puta godišnje prinosi žrtve u hramu, u tome su naravno imali i znatan materijalni interes. Kao pristalice aristokracije, držali su se podalje od običnog naroda. Farizeji su naprotiv zalazili među narod i sticali ugled i utjecaj svojom osobnom učenošću i većinom primjerenim životom. 
Saduceji su se strogo držali pisane Tore i odbacivali usmenu predaju. Stoga su nijekali vjerovanja koja su se među Židovima razvila nakon kodifikacije Zakona, u doba helenske i rimske vlasti: uskrsnuće mrtvih, osobnu besmrtnost, nagradu nakon smrti, postojanje anđela i vragova. Farizeji, koji su prihvaćali usmenu predaju, prihvatili su ta vjerovanja. Ovu suprotnost iskoristio je apostol Pavao kada su ga saslušavali pred Sinedrijem, uzviknuvši: "Ljudi! Braćo! Ja sam farizej, sin farizeja – zbog nade i uskrsnuća mrtvih sudi mi se!" (Dj. 23:6)
Zbog svojih staleških interesa, saduceji su se lakše mirili s gubitkom političke samostalnosti Judeje i surađivali s rimskom vlasti. Farizeji su teže podnosili stranu vlast, ali su se ograničavali na pasivni otpor i očuvanje cjeline židovske religije i kulture. Nasuprot jednima i drugima stajali su eseni, koji se potpuno povlače od svijeta u svoje zatvorene zajednice, te borbeni zeloti koji su stalno zastupali, i više puta i poduzeli, oružani ustanak.
Saduceji su bili orijentirani na održavanje Hrama, na značaj obreda i doslovni tekst Zakona. U vanjskim oblicima kulture oni su prihvaćali utjecaje helenske i rimske kulture, npr. nadijevaju djeci grčka imena. Farizeji su pak u cjelini rigidnije branili autohtone židovske tradicije, ali neki od njih dobro su poznavali i djelomično usvajali helensku filozofiju, kao i razne strane religijske i mističke tradicije, te ih ponekad pokušavali uskladiti sa židovskim Zakonom.
Kada je godine 70. n.e. razoren Hram i time onemogućeno tradicionalno hramsko bogoslužje, svećenička aristokracija gubi svoj raison d'etre. Saduceji, kao njihovi predstavnici, gube svaki značaj i nestaju iz povijesti. U obnovljenom Sinedriju i kodificiranju vjere u Talmudu sudjeluju samo farizeji i njihovi svjetonazorski nasljednici.
Tek u osmom stoljeću doći će do obnove sukoba, pojavom pokreta karaima, čiji je osnivač Anan ben David. Slično saducejima, oni odbacuju autoritet rabina, odbacuju Talmud i priznaju samo Bibliju kao temelj vjere. Vjerojatno su imali znatan utjecaj u Kazarskoj državi.